# Preußen (skib)
 For alternative betydninger, se Preußen (flertydig). (Se også artikler, som begynder med Preußen)
Preußen var en tysk fem-mastet fuldrigger med stålskrog bygget i 1902. Preußen var det eneste skib i sin klasse indenfor handelsflåden med fem master med seks sejl på hver. Preußen var indtil 2000 og søsætningen af Royal Clipper det hidtil største sejlskib i verden. Skibet blev bygget på Geestemünde ved Bremerhaven med henblik på sejlads med chilesalpeter i liniefart mellem Tyskland og Chile. Fartøjet tilhørte det tyske rederi F. Laeisz, kendt som "Flying P. Line".
Preußen blev vædret i Den engelske kanal den 20. november 1910 af damperen "Brighton", der undervurderede den for et sejlskib høje fart. Preußen blev som følge af påsejlingen ude af stand til at manøvrere. Som følge af dårligt vejr var det ikke muligt at bugsere Preußen i havn. Skibet blev lagt for anker, men ankerkæden brast og skibet drev herefter mod land og blev ødelagt mod klipperne ved Crab Bay, hvor skibet sank. Der var ingen omkomne ved forliset.